# In a Violent Nature
In a Violent Nature es una película de slasher experimental canadiense de 2024 escrita y dirigida por Chris Nash. Descrita como un "slasher ambiental", la película sigue a un asesino mudo que apunta a un grupo de amigos en el desierto de Ontario, y los eventos se observan en gran medida desde la perspectiva del asesino.
In a Violent Nature se estrenó el 22 de enero de 2024 en el Festival de Cine de Sundance, como parte del programa "Midnight" del festival, y fue estrenada en cines en Estados Unidos y Canadá por IFC Films el 31 de mayo. Está previsto que se estrene en el servicio de streaming Shudder a finales de ese año.

## Sinopsis
Un grupo de amigos descubre un relicario colgado en los restos de una torre de vigilancia contra incendios. Uno de ellos, Troy, se lo guarda en el bolsillo. Momentos después, el cadáver de Johnny se levanta del suelo. Enfurecido, comienza su búsqueda del relicario y camina por el bosque. Se detiene al ver el cadáver podrido de un zorro y escucha una discusión cercana entre dos chicos, uno de los cuales colocó las trampas que mataron al zorro. Johnny camina hacia una casa y entra sin que nadie lo note. Cuando ve un collar que confunde con su relicario, tiene un breve recuerdo de su padre. El dueño de la casa pronto regresa, pero Johnny lo horroriza y huye. 
En el bosque, se queda con la pierna atrapada en su propia trampa para osos y Johnny lo mata. Más tarde, Johnny escucha un auto a lo lejos y lo persigue. Johnny se acerca al grupo de amigos que están sentados alrededor de una fogata. Uno de ellos, Ehren, relata la muerte de Johnny: Décadas antes, Johnny, el hijo con retraso mental de un comerciante local, fue engañado para subir a la torre de bomberos en busca de una "bolsa de juguetes", solo para encontrar a alguien esperándolo en la cima para asustarlo. Cayó de la torre y murió, lo que los involucrados encubrieron haciendo que pareciera una muerte accidental. 
Cuando el padre de Johnny se entera de la verdad, se enfrenta a la persona responsable y muere en una pelea que se consideró legítima defensa. Según la leyenda, dos series de asesinatos con décadas de diferencia se atribuyen al espíritu vengativo de Johnny. Después de la historia, el grupo entra en su cabaña. Ehren sale y Johnny lo mata con un cuchillo. Luego, Johnny arrastra su cuerpo hasta una oficina de guardabosques cercana. Dentro, Johnny recoge un par de ganchos de arrastre y un hacha, y se pone una máscara de bombero antigua. Al día siguiente, Johnny se encuentra con Aurora y Brodie en el muelle de un lago. Brodie quiere nadar, pero Aurora se va a practicar yoga. Mientras Brodie nada sola en el lago, Johnny se sumerge en el agua y la ahoga. Luego persigue a Aurora, que está de pie cerca de un acantilado practicando yoga. Johnny la mata con sus ganchos de arrastre, antes de arrojar su cuerpo mutilado por el acantilado. 
Más tarde, Troy, Colt y Evan discuten por las llaves del auto y sus amigos desaparecidos, y uno arroja sus llaves al bosque, que Johnny recoge. Juega con un llavero de coche de juguete adjunto mientras Colt y Kris se van en un vehículo todo terreno. Johnny luego mata a Troy y Evan. Colt y Kris regresan poco después, habiendo encontrado el cuerpo de Ehren en la estación de guardabosques del parque, pero huyen al ver a Johnny. 
Al anochecer, Johnny se acerca a la estación, donde el guardabosques les explica a Colt y Kris que el relicario, que lleva Kris, es lo que mantiene el alma de Johnny en reposo. El guardabosques somete momentáneamente a Johnny con una escopeta, pero Johnny lo paraliza mientras Colt y Kris huyen. Johnny mata al guardabosques descuartizándolo con una cortadora de troncos. Más tarde, Colt intenta distraer a Johnny para atraparlo, pero Johnny lo mata con un hacha. Kris, conmocionada por la guerra, deja el medallón de Johnny colgado de una bombona de gas y huye hacia el bosque. Accidentalmente se hiere la pierna, pero al amanecer logra cojear hasta una carretera cercana. Una mujer en una camioneta se detiene y se ofrece a llevarla a un hospital. 
En un intento de tranquilizar a Kris, la chica cuenta cómo su hermano, un guardabosques, sobrevivió a un ataque de oso en el mismo bosque décadas antes. La mujer se da cuenta de que el sangrado de Kris ha empeorado y detiene la camioneta, insistiendo en que le ponga un torniquete alrededor de la pierna herida. Aterrorizada, Kris le ruega que siga conduciendo y mira hacia el bosque, esperando que aparezca algo. En otro lugar, la bombona de gas que quedó atrás no tiene el medallón de Johnny.

## Reparto
- Ry Barrett como Johnny[3][5]
- Andrea Pavlovic como Kris
- Cameron Love como Colt
- Reece Presley como The Ranger
- Liam Leone como Troy
- Charlotte Creaghan como Aurora
- Lea Rose Sebastianis como Brodie
- Sam Roulston como Ehren
- Alexander Oliver como Evan
- Lauren-Marie Taylor como The Woman
- Timothy Paul McCarthy como Chuck

## Producción

### Estilo
Los comentaristas han hecho comparaciones entre In a Violent Nature y el cine contemplativo. Nash se inspiró para el estilo de la película en las películas dirigidas por Gus Van Sant, Gerry (2002), Elephant (2003) y Last Days (2005). Nash caracteriza estas películas como "más lentas, más metódicas, más deliberadas y siguen a los personajes a través de una escena."  Nash también citó el trabajo del director Terrence Malick como una influencia.
In a Violent Nature enfatiza las tomas largas estáticas y no presenta banda sonora.

### Rodaje
El rodaje tuvo lugar inicialmente en el área de Kawartha Lakes en el centro de Ontario, Canadá, en 2021, pero Nash dijo más tarde que el lugar "no estaba tocando la nota correcta para nosotros". La película finalmente se rodó en el distrito de Algoma, Ontario, cerca de Sault Ste. Marie.

## Estreno
In a Violent Nature tuvo su estreno mundial el 22 de enero de 2024 en el Festival de Cine de Sundance, como parte del programa "Midnight" del festival. La película fue estrenada en cines en los Estados Unidos por IFC Films el 31 de mayo de 2024, y está programada para estrenarse en el servicio de streaming Shudder más adelante ese año.